# Weingut Ernst Triebaumer
Das Weingut Ernst Triebaumer in Rust ist ein österreichisches Weingut im Weinbaugebiet Leithaberg im Burgenland.

## Geschichte
Ernst Triebaumer, Spitzname „E.T.“, trug entscheidend zur Erfolgsgeschichte des österreichischen Rotweins bei. Sein Blaufränkisch 1986 aus der Lage Mariental gilt als legendär. Das Potenzial dieses Weins wird auch noch nach jahrzehntelanger Lagerdauer als sehr hoch eingeschätzt.
Mittlerweile führt Ernst Triebaumer das Weingut, laut Hugh Johnson einer „der besten Rotweinbetriebe Österreichs“, gemeinsam mit seinen Söhnen Herbert und Gerhard. Das Weingut ist Mitglied der Renommierten Weingüter Burgenland (RWB) und mehrmaliger Sieger des Falstaff-Rotweinpreises.

## Lagen, Sorten
Die Rebfläche beträgt 20 Hektar (Stand 2018), wovon 75 Prozent mit roten Rebsorten, hauptsächlich Blaufränkisch und Cabernet Sauvignon, bestockt sind. Die bekanntesten Weine sind neben dem Blaufränkisch Mariental eine Cabernet Sauvignon/Merlot-Cuvée, der Blaufränkisch Oberer Wald und der Blaufränkisch Gmärk. Viktor Siegl, Verkostungsleiter des österreichischen Vinaria-Weinguides, zählt neben dem legendären Blaufränkisch Mariental auch Triebaumers Blaufränkischen aus der Lage Oberer Wald zu den besten Weinen Österreichs. Hinsichtlich des Jahrgangs 2009 konstatiert Siegl, dass „der ungemein tiefe und finessenreiche Obere Wald diesmal dem im Prinzip unschlagbaren Mariental gefährlich nahekommt.“
Von Bedeutung sind auch Chardonnay und Sauvignon Blanc. Die Rieden der Weißweine und Süßweine wie Ruster Ausbruch (letztere nehmen an der gesamten Rebfläche einen Anteil von rund fünf Prozent ein) liegen am Ufer des Neusiedler Sees und bestehen aus kristallinen Böden (Schiefer, Gneisgrus und Quarz) mit Lehmeinschichtungen. Die etwas höher gelegenen Rotweinlagen mit schönem Ausblick auf den Neusiedler See weisen Muschel- und Korallenkalkeinlagerungen auf.